# Hemiceras turiafa
Hemiceras turiafa är en fjärilsart som beskrevs av William Schaus 1928. Hemiceras turiafa ingår i släktet Hemiceras och familjen tandspinnare. Inga underarter finns listade i Catalogue of Life.